# روهشتدت
روهشتدت (به آلمانی: Rühstädt) یک شهر در آلمان است که در پریگنیتس واقع شده‌است. روهشتدت ۵۶۴ نفر جمعیت دارد.